# Croizetoceros
Croizetoceros — це вимерлий рід оленів, який мешкав на більшій частині Європи, вперше з'явившись на останніх етапах міоцену та жив до раннього плейстоцену.

## Таксономія
Типовий вид, Croizetoceros ramosus спочатку був класифікований як Cervus ramosus, але був виявлений досить відмінним, щоб бути поміщеним у власний рід. Багато підвидів C. ramosus були ідентифіковані по всій Європі, а інший вид, C. proramosus, також був описаний у 1996 році.

## Опис
Croizetoceros був видом середнього розміру, подібним за розміром до живої лані. Він мав висоту трохи більше 1 м і важив близько 60 кг. Croizetoceros був одним із перших сучасних оленів. Він мав складні роги, з чотирма або навіть п'ятьма короткими гілками. Вони були довгі та ліроподібні, із зубцями, що відходили по дотичній від центральної гілки.
Його зуби відрізнялися високим ступенем зносу, що свідчить про те, що він живився абразивними рослинами.